# Volby prezidenta Francie 2027
Volby prezidenta Francie v roce 2027 se budou konat pět let po volbách předchozích, tedy v dubnu 2027. Bude v nich zvolen prezident Francie na funkční období 2027–2032. Pokud žádný z kandidátů nezíská v prvním kole nadpoloviční většinu hlasů, bude se o dva týdny později konat kolo druhé, do kterého postoupí první dva kandidáti z prvního kola.
Současný prezident země Emanuel Macron již kandidovat nemůže. Jeho hlavní soupeřka Marine Le Penová byla v březnu 2025 odsouzena k trestu odnětí svobody a k zákazu kandidatury do volených funkcí po dobu pěti let; z tohoto důvodu se rovněž o funkci nemůže ucházet (proti verdiktu se však odvolala). V dubnu 2025 oznámil v případě nemožnosti Le Penové kandidovat svou vlastní kandidaturu předseda Národního sdružení Jordan Bardella.
V září 2024 oznámil kandidaturu na funkci francouzského prezidenta bývalý premiér, starosta města Le Havre a předseda středopravicové strany Horizons Édouard Philippe. V červenci 2025 nepřímo oznámil svou budoucí kandidaturu také bývalý premiér Gabriel Attal.